# Nanorobòtica
La nanorobòtica és el camp de les tecnologies emergents que crea màquines o robots amb components en l'escala nanomètrica (10−9 metres). D'una forma més específica, la nanorobòtica es refereix a l'enginyeria nanotecnològica del disseny i construcció de nanorobots d'una grandària de 0,1 a 10 micròmetres i construïts amb components de nanoescala o moleculars. També han estat utilitzades les denominacions de nanobots, nanoides, nanites, nanomàquines o nanomites per descriure aquests dispositius que actualment es troben en recerca i desenvolupament.
Majoritàriament, les nanomàquines es troben en fase de recerca i desenvolupament, però s'han provat algunes màquines moleculars i nanomotores primitives. Un exemple d'això és un sensor que té un interruptor d'aproximadament 1,5 nanòmetres d'ample, capaç d'explicar molècules específiques en una mostra química. Les primeres aplicacions útils de les nanomàquines podrien donar-se a la tecnologia mèdica, aquests dispositius podrien ser usats per identificar i destruir cèl·lules canceroses. Una altra possible aplicació és la detecció de compostos químics tòxics, i el mesurament de les seves concentracions, en l'ambient. La Universitat Rice ha demostrat un acte d'una sola molècula desenvolupat mitjançant un procés químic i que inclou l'ús de buckyballs com a rodes. És conduït controlant la temperatura ambient i posicionant la punta d'un microscopi d'efecte túnel.
Una altra definició diu que un nanorobot és un robot que permet interaccions precises amb objectes de grandària nanomètrica, o que pot manipular amb resolució nanomètrica. Aquests dispositius estan més relacionats amb la microscòpia o amb microscopi de sonda de rastreig, en comptes de descriure els nanorobots com màquines moleculars. Continuant amb la definició de microscòpia, fins i tot grans aparells com ara un microscopi de força atòmica poden ser considerats com instruments nanorobòtics quan són configurats per fer nanomanipulacions. Des d'aquesta perspectiva, robots de macroescala o microrobots que es puguin moure amb precisió nanomètrica també poden ser considerats nanorobots.

## Teoria de la nanorobòtica
D'acord amb Richard Feynman, va ser el seu antic estudiant graduat i col·laborador Albert Hibbs qui li va suggerir originalment prop de 1959 la idea d'un ús mèdic per les micromàquines teòriques de Feynman (vegeu nanotecnologia). Hibbs va suggerir que cert tipus de màquines de reparació algun dia podrien ser minituriarizades al punt que en teoria podria ser com "empassar-se al doctor", tal com ho va dir Feynman. La idea va ser incorporada en l'assaig de Feynman publicat en 1959 There's Plenty of Room at the Bottom (en català: Hi ha molt espai al fons).
Atès que els nanorobots serien de grandària microscòpica, probablement seria necessari que treballessin junts una quantitat molt gran d'aquests aparells per poder dur a terme tasques microscòpiques i macroscòpiques. Aquests eixams de nanorobots, tant aquells incapaços d'autoreproduir-se (com en una boira útil) i aquells capaços de autoreproduir-se sense restriccions en l'ambient natural (com en una plaga grisa o més recentment en un núvol de cuques de llum i adoptant formes humanes), apareixen en moltes històries de ciència-ficció, tals com les nanosondes dels borg en Star Trek; en l'episodi Una Nova Raça de la sèrie de televisió The Outer Limits i en Revolution (sèrie de televisió) on apareixen com a concentrats en càpsules amb finalitats curatives (temporada 1) i després com una massa omniscient amb plans propis i capacitat d'adoptar diferents formes, entre elles la humana (temporada 2).
Alguns partidaris de la nanorobòtica, en reacció a alguns escenaris de terror amb relació a la plaga grisa que inicialment ells van ajudar a popularitzar, sostenen el punt de vista que els nanorobots que són capaços de replicar-se fora d'un ambient restringit d'una fàbrica no necessàriament parteix d'una nanotecnologia amb intencions de producció, i que el procés d'autoreproducció, si alguna vegada es pogués desenvolupar, podria ser dissenyat per ser inherentment segur. Aquests asseguren que els seus plans actuals per desenvolupar i usar la fabricació molecular no inclouen replicadores de lliure alimentació.
Les discussions teòriques més detallades sobre nanorobòtica, que inclouen dissenys específics en temes com a sensors, transport de comunicació, navegació, manipulació, locomoció i computació integrada, han estat presentades en el context mèdic de la nanomedicina per Robert Freitas. Algunes d'aquestes discussions romanen al nivell de generalitats sense possibilitat de fabricar-les i no s'aproximen al nivell d'enginyeria de detall.

## Enfocaments

### Bioxip
L'ús simultani de la nanoelectrònica, la fotolitografia i nous biomaterials proporcionen una possible aproximació per fabricar nanorobots per a aplicacions mèdiques comunes, tals com per a instruments quirúrgics, diagnòstic i dosatge de drogues. Actualment aquest mètode per a la fabricació de nanotecnologia és usat en la indústria electrònica. D'aquesta forma, nanorobots pràctics podrien ser integrats com a dispositius nanoelectrònics, la qual cosa permetria la tele-operació i capacitats avançades als instruments mèdics.

### Nubots
Nubot és una abreviatura per "nucleic acid robot" (en català: Robot d'Àcid Nucleic). Els nubots són màquines orgàniques moleculars de grandària nanomètrica. L'estructura de l'ADN pot proporcionar els mitjans per assemblar dispositius nanomecànics bi i tridimensionals. Les màquines basades en ADN poden ser activades usant petites molècules, proteïnes i altres molècules d'ADN. Portes de circuits biològics basades en materials d'ADN han estat fabricades com a màquines moleculars que permeten inserir drogues in-vitro per a problemes específics de salut. Tals sistemes basats en materials funcionarien com sistemes biomaterials intel·ligents de dosatge de drogues, però no permeten la teleoperació en viu requereix tals sistemes prototips.

### Nanoassemblatge posicional
La Col·laboració de Nanofàbriques, fundada per Robert Freitas i Ralph Merkle l'any 2000 i que involucra 23 investigadors pertanyents a 10 organitzacions i 4 països, s'enfoca a desenvolupar una agenda pràctica de recerques específicament apuntada a desenvolupar una mecanosíntesi de diamants controlada posicionalment i una nanofàbrica diamantina que tindria la capacitat de fabricar nanorobots mèdics d'estructura diamantina.

### Basat en bacteris
Aquest enfocament proposa l'ús de microorganismes biològics, com el bacteri Escherichia coli. Així aquest model usa un flagellum com a mètode de propulsió, utilitzant-se normalment camps electromagnètics per controlar el moviment d'aquesta classe de dispositius biològics integrats.

### Tecnologia Oberta
Un document amb una proposta per al desenvolupament de nanobiotecnologia usant enfocaments de tecnologia oberta ha estat enviat a l'Assemblea General de les Nacions Unides. D'acord amb el document enviat a les Nacions Unides, en la mateixa forma que en anys recents el moviment Open Source ha accelerat el desenvolupament dels sistemes computacionals, un enfocament similar hauria de beneficiar a la societat majoritàriament i accelerar el desenvolupament de la nanorobòtica. L'ús de la nanobiotecnologia hauria de ser declarat com a patrimoni de la humanitat per a les següents generacions, i ser desenvolupada com una tecnologia oberta basada en pràctiques ètiques per a propòsits pacífics. S'ha declarat que la tecnologia oberta és una clau fonamental per a tal propòsit.

### Carrera nanorobòtica
De la mateixa manera en què el desenvolupament tecnològic va suposar la carrera espacial i la carrera d'armes nuclears, la nanotecnologia té una carrera nanorobòtica. Hi ha molts motius que permeten que els nanorobots siguin inclosos entre les tecnologies emergents. Algunes de les raons són que les grans corporacions, tals com General Electric, Hewlett-Packard i Northrop Grumman, han estat treballant recentment en el desenvolupament i la recerca de nanorobots; els cirurgians s'estan involucrant i començat a proposar formes d'usar nanorobots per a procediments mèdics comuns; les universitats i instituts de recerca han rebut fons d'agències governamentals que excedeixen els 2.000 milions de dòlars per a ser usats en la recerca del desenvolupament de nanodispositius per a la medicina; els bancs també estan realitzant recerca estratègica amb la idea d'adquirir amb anticipació els drets i llicències per a la futura comercialització dels nanorobots. Ja han sorgit litigis i temes relacionats amb el monopoli de la tecnologia de nanorobots. Recentment s'han atorgat una gran quantitat de patents relacionades amb la nanorobòtica, principalment a agents de patents, a empreses especialitzades únicament a construir portafolis de patents, i a advocats. Després d'una llarga sèrie de patents i demandes, veure per exemple la invenció de la ràdio o la Guerra dels corrents, els camps emergents de la tecnologia tendeixen a convertir-se en un monopoli, en el qual aquest camp és normalment dominat per grans corporacions.

## Aplicacions potencials

### Nanomedicina
Les aplicacions potencials per la nanorobòtica en medicina inclouen diagnòstics preliminars i dosatge de drogues per atacar el càncer, instrumentació biomèdica, cirurgia, farmacocinètica, el monitoratge de la diabetis, i la cura de la salut.
S'espera que la futura nanotecnologia mèdica empri nanorobots injectats en el pacient perquè funcionin a escala cel·lular. Els nanorobots d'ús mèdic haurien de ser no replicants, ja que la replicació augmentaria de forma indesitjable la seva complexitat i interferiria amb la seva missió mèdica.
La nanotecnologia abasta un ampli rang de noves tecnologies per al desenvolupament de solucions personalitzades que optimitzen l'administració de productes farmacèutics. Actualment, els efectes col·laterals nocius de tractaments tals com la quimioteràpia comunament són el resultat de mètodes d'administració de drogues que no són precisos per identificar les cèl·lules objectiu. Investigadors de la Universitat Harvard i l'Institut Tecnològic de Massachusetts, no obstant això, han estat capaços d'unir cadenes d'ARN especials, d'una grandària de prop de 10 nm de diàmetre, a nanopartícules, emplenant-les amb drogues utilitzades en quimioteràpia. Aquestes cadenes d'ARN són atretes a les cèl·lules canceroses. Quan la nanopartícula troba una cèl·lula cancerosa, s'hi adhereix, i deixa anar la droga a l'interior d'aquesta cèl·lula. Aquest mètode directe d'administració de drogues té un gran potencial per al tractament de pacients de càncer evitant els efectes negatius, associats comunament a l'administració incorrecta de les drogues.
Una altra aplicació útil dels nanorobots és assistir en la reparació de cèl·lules de teixit al llarg dels glòbuls blancs. El reclutament de cèl·lules inflamatòries o de glòbuls blancs (que inclouen neutròfils, limfòcits, monòcits i mastòcits) cap a l'àrea afectada és la primera resposta al dany dels teixits. A causa de la petita grandària dels nanorobots aquests es podrien enganxar a la superfície de les cèl·lules blanques reclutades, per infiltrar-se a través de les parets dels vasos sanguinis i arribar al lloc de la ferida, on poden assistir al procés de reparació del teixit, possiblement usant certes substàncies per accelerar la recuperació.
La ciència darrere d'aquest mecanisme és bastant complexa. El pas de les cèl·lules a través de l'endoteli, un procés conegut com a transmigració, és un mecanisme que implica l'aplicació dels receptors de la superfície cel·lular a les molècules d'adhesió, l'esforç de la força activa i la dilatació de les parets del vas i la deformació física de les cèl·lules migradores. En unir-se a les cèl·lules inflamatòries migratòries, els robots efectivament poden "cavalcar" a través dels vasos sanguinis, evitant-se la implementació d'un complex mecanisme de transmigració propi.
Actualment l'Administració d'Aliments i Fàrmacs dels Estats Units (en anglès: Food and Drug Administration, FDA) regula la nanotecnologia en funció de la mida. També la FDA regula el que actua per mitjans químics com una droga, i el que actua per mitjans físics com un dispositiu. S'estan desenvolupant sistemes de seguretat de tal forma que si una càrrega de drogues és alliberada accidentalment, una altra droga seria alliberada per contrarestar a la primera. Amb els nous avenços de la nanotecnologia aquests petits dispositius són creats amb l'habilitat d'autoregular-se i de ser 'més intel·ligents' que les generacions prèvies. A mesura que la nanotecnologia es torna més complexa llavors sorgeix una pregunta: com les agències reguladores distingiran una droga d'un dispositiu? Les molècules de les drogues han de sotmetre's a un procés de proves més lent i més car (per exemple, proves toxicològiques preclíniques) que els dispositius, i els camins reguladors per als dispositius són més simples que per a les drogues. Potser la intel·ligència, si són prou intel·ligents, algun dia serà la forma de classificar un dispositiu d'una nanomàquina d'una sola molècula. Generalment, els dispositius són aprovats més ràpidament que les drogues, així que la classificació de dispositiu podria ser beneficiosa per a pacients i fabricants.